# Acacia tuberculata
Acacia tuberculata é uma espécie de leguminosa do gênero Acacia, pertencente à família Fabaceae.